# Prey Touch
Prey Touch es una comuna (khum) del distrito de Moung Ruessei, en la provincia de Battambang, Camboya. En marzo de 2008 tenía una población estimada de 10 041 habitantes.
Se encuentra ubicada al oeste del país, a poca distancia al este de la frontera con Tailandia y al oeste del lago Sap (Tonlé Sap).